# Ctenopelma rufigaster
Ctenopelma rufigaster är en stekelart som beskrevs av Barron 1981. Ctenopelma rufigaster ingår i släktet Ctenopelma och familjen brokparasitsteklar. Inga underarter finns listade i Catalogue of Life.